# Washington állam felsőoktatási intézményeinek listája
Az alábbi listán az USA Washington államának felsőoktatási intézményei szerepelnek.

## Négyéves képzés
| Név                                               | Alapítva | Székhely      | Más campusok                                                                          | Állami/magán | Carnegie-osztályozás |
| ------------------------------------------------- | -------- | ------------- | ------------------------------------------------------------------------------------- | ------------ | -------------------- |
| Washingtoni Egyetem                               | 1861     | Seattle       | Bothell, Tacoma                                                                       | Állami       | Doktori képzés       |
| Washingtoni Állami Egyetem                        | 1890     | Pullman       | Everett, Spokane, Tri-Cities, Vancouver, Globális                                     | Állami       | Doktori képzés       |
| Nyugat-washingtoni Egyetem                        | 1893     | Bellingham    | Anacortes, Bremerton, Everett, Port Angeles, Poulsbo                                  | Állami       | Mesterképzés         |
| Kelet-washingtoni Egyetem                         | 1882     | Cheney        | Bellevue, Everett, Spokane                                                            | Állami       | Mesterképzés         |
| Közép-washingtoni Egyetem                         | 1891     | Ellensburg    | Des Moines, Everett, Lynnwood, Moses Lake, Pierce megye, Sammamish, Wenatchee, Yakima | Állami       | Mesterképzés         |
| Evergreen Állami Főiskola                         | 1967     | Olympia       | Aberdeen, Tacoma                                                                      | Állami       | Mesterképzés         |
| Bellevue-i Főiskola*                              | 1940     | Bellevue      | –                                                                                     | Állami       | Alapképzés           |
| Bellinghami Műszaki Főiskola*                     | 1940     | Bellingham    | –                                                                                     | Állami       | Alapképzés           |
| Columbia Basin College*                           | 1955     | Pasco         | Richland                                                                              | Állami       | Alapképzés           |
| Green River College*                              | 1963     | Auburn        | Enumclaw, Kent                                                                        | Állami       | Alapképzés           |
| Highline College*                                 | 1961     | Des Moines    | Federal Way                                                                           | Állami       | Alapképzés           |
| Washington-tavi Műszaki Intézet*                  | 1949     | Kirkland      | Redmond                                                                               | Állami       | Alapképzés           |
| Közép-seattle-i Főiskola*                         | 1966     | Seattle       | –                                                                                     | Állami       | Alapképzés           |
| Észak-seattle-i Főiskola*                         | 1967     | Seattle       | –                                                                                     | Állami       | Alapképzés           |
| Dél-seattle-i Főiskola*                           | 1970     | Seattle       | –                                                                                     | Állami       | Alapképzés           |
| Olympic College*                                  | 1946     | Bremerton     | Poulsbo, Shelton                                                                      | Állami       | Alapképzés           |
| Pierce megyei Főiskola*                           | 1967     | Lakewood      | Puyallup                                                                              | Állami       | Alapképzés           |
| Spokane Falls Közösségi Főiskola*                 | 1967     | Spokane       | –                                                                                     | Állami       | Alapképzés           |
| Tacomai Közösségi Főiskola*                       | 1965     | Tacoma        | –                                                                                     | Állami       | Alapképzés           |
| Whatcom megyei Közösségi Főiskola*                | 1967     | Bellingham    | –                                                                                     | Állami       | Alapképzés           |
| Yakima-völgyi Főiskola*                           | 1928     | Yakima        | Grandview                                                                             | Állami       | Alapképzés           |
| Bastyr Egyetem                                    | 1978     | Kenmore       | San Diego (Kalifornia)                                                                | Magán        | Specializáció        |
| Cornish Művészeti Főiskola                        | 1914     | Seattle       | –                                                                                     | Magán        | Specializáció        |
| Hit Nemzetközi Egyetem és Szeminárium             | 1969     | Tacoma        | –                                                                                     | Magán        | Specializáció        |
| Északnyugat-Csendes-óceáni Orvostudományi Egyetem | 2005     | Yakima        | –                                                                                     | Magán        | Specializáció        |
| Gonzaga Egyetem                                   | 1887     | Spokane       | –                                                                                     | Magán        | Doktori képzés       |
| Seattle Pacific University                        | 1891     | Seattle       | –                                                                                     | Magán        | Doktori képzés       |
| Seattle-i Egyetem                                 | 1891     | Seattle       | –                                                                                     | Magán        | Doktori képzés       |
| Csendes-óceáni Evangélikus Egyetem                | 1890     | Tacoma        | –                                                                                     | Magán        | Mesterképzés         |
| Walla Walla Egyetem                               | 1892     | College Place | –                                                                                     | Magán        | Mesterképzés         |
| Whitworth Egyetem                                 | 1890     | Spokane       | –                                                                                     | Magán        | Mesterképzés         |
| Antioch Egyetem                                   | 1852     | Seattle       | –                                                                                     | Magán        | Mesterképzés         |
| City University of Seattle                        | 1973     | Seattle       | –                                                                                     | Magán        | Mesterképzés         |
| Heritage University                               | 1907     | Toppenish     | –                                                                                     | Magán        | Mesterképzés         |
| Északnyugati Egyetem                              | 1934     | Kirkland      | –                                                                                     | Magán        | Mesterképzés         |
| Szent Márton Egyetem                              | 1895     | Lacey         | –                                                                                     | Magán        | Mesterképzés         |
| Puget Sound-i Egyetem                             | 1888     | Tacoma        | –                                                                                     | Magán        | Alapképzés           |
| Whitman Főiskola                                  | 1859     | Walla Walla   | –                                                                                     | Magán        | Alapképzés           |
| DigiPen Műszaki Intézet                           | 1988     | Redmond       | –                                                                                     | Magán        | Alapképzés           |
| Északkeleti Egyetem                               | 1898     | Seattle       | –                                                                                     | Magán        | –                    |
| Seattle Teológiai Főiskola                        | 1955     | Everett       | –                                                                                     | Magán        | –                    |
| Washingtoni Műszaki Egyetem                       | 2017     | Bellevue      | –                                                                                     | Magán        | –                    |

* A csillaggal jelölt intézmények két- és négyéves képzéseket is indítanak.

### Megszűnt intézmények
| Név                                | Alapítva | Székhely               | Állami/magán | Carnegie-osztályozás |
| ---------------------------------- | -------- | ---------------------- | ------------ | -------------------- |
| Seattle-i Művészeti Intézet        | 1905     | Seattle                | Magán        | Specializáció        |
| Argosy Egyetem                     | 1995     | Seattle                | Magán        | Művészeti képzés     |
| Adelphia Főiskola                  | 1905     | Seattle                | Magán        | Hitéleti képzés      |
| Szentháromság Evangélikus Főiskola | 1944     | Seattle                | Magán        | Hitéleti képzés      |
| Moody Teológiai Intézet            | 1886     | Spokane*               | Magán        | Hitéleti képzés      |
| Északnyugati Teológiai Szeminárium | 2000     | Lynnwood               | Magán        | Hitéleti képzés      |
| DeVry Egyetem                      | 1931     | Bellevue, Federal Way* | Magán        | Alapképzés           |
| Pinchot Egyetem                    | 2002     | Seattle                | Magán        | Alapképzés           |
| Henry Cogswell Főiskola            | 1979     | Everett                | Magán        | Alapképzés           |
| Interface College                  | 1982     | Spokane                | Magán        | Alapképzés           |
| Spokane-i Egyetem                  | 1913     | Spokane                | Magán        | Alapképzés           |

* A Moody Teológiai Intézet és a DeVry Egyetem esetében csak a listán szereplő campusok szűntek meg, az intézmények továbbra is működnek.

## Kétéves képzés
| Név                              | Alapítva | Székhely     | Más campusok                          |
| -------------------------------- | -------- | ------------ | ------------------------------------- |
| Bates Műszaki Főiskola           | 1940     | Tacoma       | –                                     |
| Big Bend Közösségi Főiskola      | 1962     | Moses Lake   | –                                     |
| Cascadia Főiskola                | 2000     | Bothell      | –                                     |
| Centraliai Főiskola              | 1925     | Centralia    | Morton                                |
| Clark Főiskola                   | 1933     | Vancouver    | –                                     |
| Clover Park Műszaki Főiskola     | 1942     | Lakewood     | Puyallup                              |
| Spokane-i Közösségi Főiskola     | 1963     | Spokane      | –                                     |
| Edmonds Főiskola                 | 1967     | Lynnwood     | –                                     |
| Everetti Közösségi Főiskola      | 1941     | Everett      | –                                     |
| Grays Harbor Főiskola            | 1930     | Aberdeen     | Ilwaco, Raymond                       |
| Lower Columbia College           | 1934     | Longview     | –                                     |
| Rentoni Műszaki Főiskola         | 1941     | Renton       | –                                     |
| Seattle Colleges District        | 1970     | Seattle      | –                                     |
| Seattle-i Szakképző Intézet      | 1987     | Seattle      | –                                     |
| Vizuális Tervezés Intézete       | 1971     | Seattle      | –                                     |
| Shoreline-i Közösségi Főiskola   | 1964     | Shoreline    | –                                     |
| Skagit-völgyi Főiskola           | 1926     | Mount Vernon | Anacortes, Friday Harbor, Oak Harbor  |
| Dél-Puget Sound-i Főiskola       | 1962     | Olympia      | Lacey                                 |
| Walla Walla-i Közösségi Főiskola | 1967     | Walla Walla  | Clarkston, Washingtoni Állami Fegyház |
| Wenatchee-völgyi Főiskola        | 1939     | Wenatchee    | Omak                                  |
| Északnyugati Indián Főiskola     | 1973     | Bellingham   | –                                     |